# ارندتبروک
ارندتبروک (به آلمانی: Erndtebrück) یک شهر در آلمان است که در زیگن-ویتگنشتاین واقع شده‌است. ارندتبروک ۷٬۳۰۲ نفر جمعیت دارد.